# Giacomo-Puccini-Denkmal (Lucca)

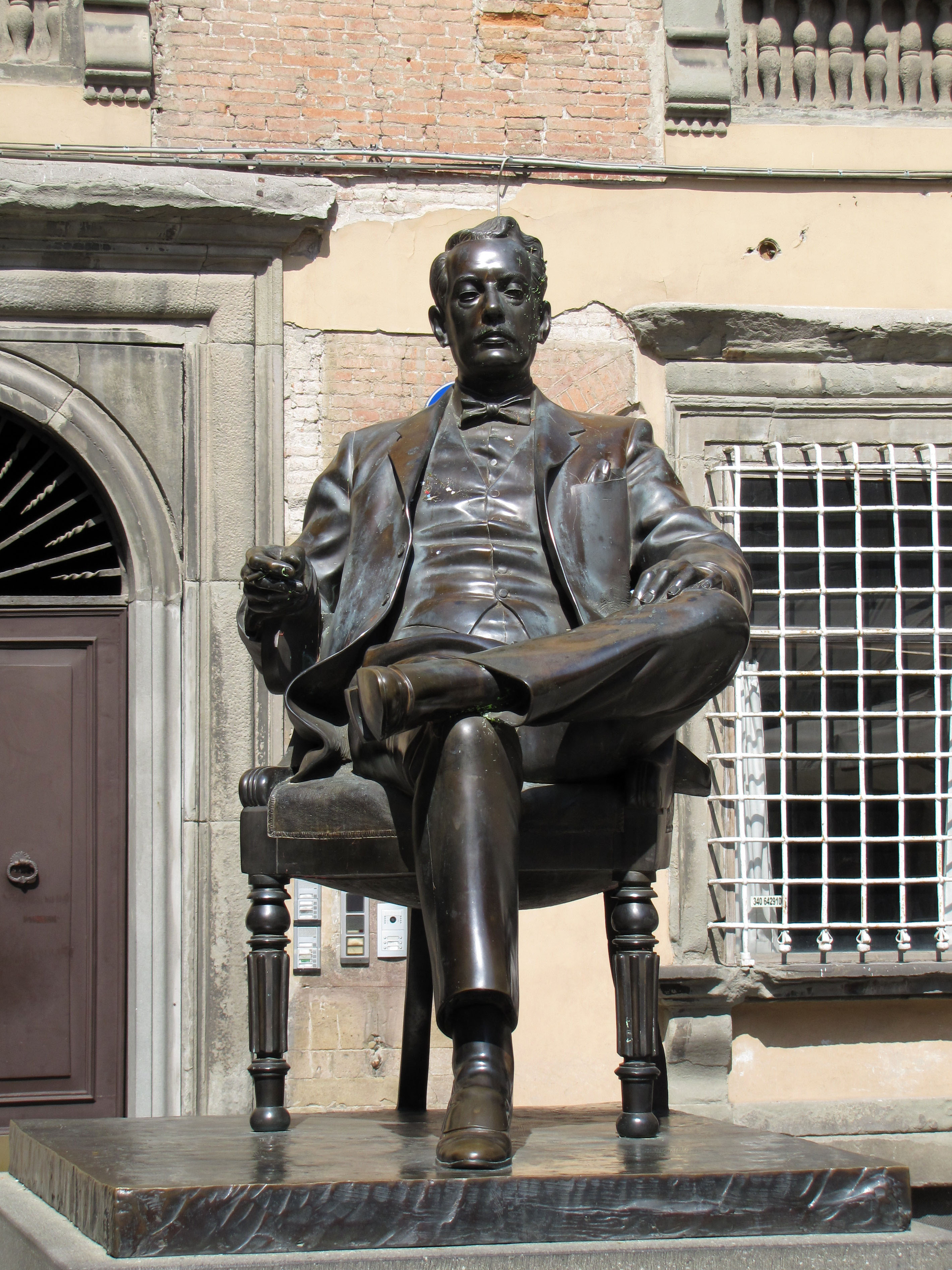
Giacomo-Puccini-Denkmal in Lucca

Das Giacomo-Puccini-Denkmal in Lucca in Italien ist eine Bronzeskulptur, die den italienischen Opernkomponisten Giacomo Puccini (1858–1924) darstellt.

## Geschichte
Auf Initiative des Rotary-Clubs Lucca wurde eine Spendensammlung zur Finanzierung eines Denkmals in Puccinis Geburtsstadt Lucca ins Leben gerufen. Mit der Ausführung für die Skulptur wurde der italienische Bildhauer Vito Tongiani beauftragt, der die Arbeiten in den Jahren 1993 und 1994 ausführte. Somit wurde erst 70 Jahre nach dem Tode des weltweit anerkannten Sohnes der Stadt ein Denkmal für ihn enthüllt. Offensichtlich hatte die Stadt ein gespaltenes Verhältnis zu Puccini und setzte ihm erst spät ein Denkmal. Dieses wurde auf der Piazza Cittadella aufgestellt und ist ein Geschenk an die Stadt vom Industrieverband Associazione Industriali di Lucca.
Anlässlich der 25-Jahr-Feier zur Aufstellung des Denkmals schlug Vito Tongiani vor, die Piazza Cittadella auf den Namen des für die Stadt so bedeutenden Komponisten umzubenennen, was jedoch bis zum Jahr 2021 nicht geschehen ist.

## Beschreibung
Das Denkmal befindet sich auf einem aus Backsteinen gemauerten, quadratischen Sockel. Als Material für die Skulptur wurde Bronze verwendet. Giacomo Puccini ist auf einem gepolsterten Stuhl sitzend dargestellt. Er ist mit einem Anzug bekleidet. Sein linkes Bein ist auf dem rechten Knie abgestützt. In der rechten Hand, die auf einer Stuhllehne aufgestützt ist, hält er eine Zigarette.
Am oberen, linken, vorderen Teil des Sockels befindet sich ein Messingschild, das die Aufschrift „VITO TONGINANI/SCULPTORE/1993 • 1994“ trägt. In der Mitte des Sockels ist auf der Vorderseite in großen Buchstaben die Inschrift „GIACOMO PUCCINI“ zu lesen.